# Licencia de conducir en México

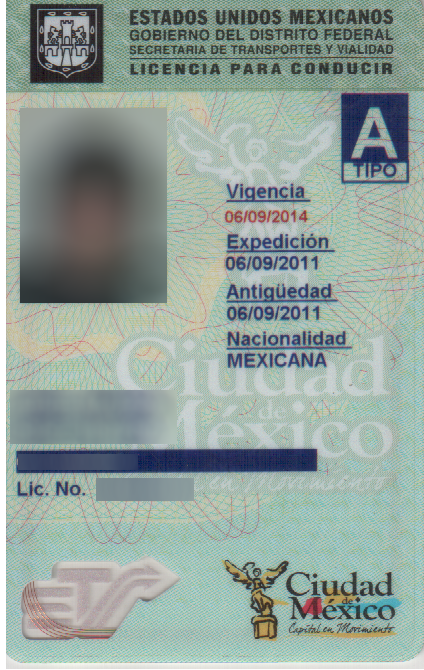
El frente de una licencia de conducir tipo "A" de la Ciudad de México (vehículos menores de 3,5t y motocicletas).

En México, cada estado tiene la responsabilidad de regular la conducción en su respectiva jurisdicción, por lo que cada estado emite su propia licencia de conducir. Los conductores necesitan demostrar su residencia en un estado para adquirir la licencia de ese estado. En todos los estados se reconoce la licencia obtenida en cualquiera de los estados del territorio de la república.
Los ciudadanos mexicanos y los residentes legales pueden obtener su licencia oficial tras cumplir los 18 años, licencia con una validez de tres años. También se puede obtener un permiso de conducir a partir de los 16 años, con una validez entre 1 y 6 meses y 1 año (dependiendo de la jurisdicción y el tipo de permiso adquirido).

## Tipos de licencia
En general, los estados mexicanos siguen una clasificación estandarizada con los distintos tipos de licencia de conducir y los vehículos que el conductor está autorizado a manejar.
Permiso a Menores: Para residentes mayores de 16 años y menores de 18 años hay determinadas restricciones en la conducción: límites de velocidad, toque de queda de conducción o placas especiales. Tiene una validez de 1 mes, 6 meses, o 1 año, dependiendo del estado que emite el permiso o el tipo de permiso adquirido. El titular puede conducir cualquier vehículo destinado a 'uso personal', como motos (de cualquier tipo) o automóviles cuyo peso no exceda de 3,5 toneladas.
Tipo A: Para residentes menores de 18 años. Por lo general tiene una validez de 3 años, dependiendo de la jurisdicción. El titular puede conducir cualquier vehículo destinado a 'uso personal', como motos (de cualquier tipo) o automóviles cuyo peso no exceda de 3,5 toneladas.
Tipo B: Para residentes mayores de 18 años que deseen conducir un taxi, con una validez de 2 o 3 años. El titular puede conducir un taxi según las regulaciones estatales.

## Modernización
Actualmente, la mayoría de los gobiernos estatales están implementando licencias modernas con chips incorporados. Esto es para evitar la corrupción (debido a que los policías tienen que escanear la licencia e ingresar la penalización o multa de conducción en una máquina especial para justificar la detención de alguien), así como facilitar el rastreo de vehículos robados y proporcionar mayor seguridad evitando las falsificaciones. Actualmente, el Distrito Federal, Nuevo León y el Estado de México han implementado un chip en sus licencias.

## Exámenes
Corresponde a cada estado individual determinar los requisitos para la adquisición de cualquiera de las licencias antes mencionadas. Por ejemplo, el Distrito Federal considera que el permiso de conducir es un método para regular a los conductores en lugar de certificarlos y, por lo tanto, emite licencias sin ningún tipo de prueba (los conductores deben firmar un documento declarando que pueden conducir). Por otra parte, el estado de Zacatecas emite una prueba escrita a cada nuevo conductor. También en el estado de Jalisco, donde se reprueba el 11 % de los presentados a las pruebas.